# ヴィンチェンティーナ (小惑星)
ヴィンチェンティーナ (366 Vincentina) は、小惑星帯にある大きな小惑星である。ヴィンチェンティーナ族という極めて小規模な小惑星族に属するという説がある。
1893年3月21日にオーギュスト・シャルロワがニースで発見し、イタリアの天文学者ヴィンチェンツォ・チェルッリにちなんで名づけられた。